# Benjamim Romano
Benjamim João Romano (Luanda, 19 agosto 1969) è un ex cestista angolano.

## Carriera
Con l'Angola ha disputato due edizioni dei Giochi olimpici (Barcellona 1992, Atlanta 1996), i Campionati mondiali del 1994 e i Campionati africani del 1993.